# Después de...
Después de... es un reportaje en dos partes (No se os puede dejar solos y Atado y bien atado), filmado entre abril de 1979 y finales de 1980 por los hermanos José Juan y Cecilia Bartolomé, que trata de reflejar los sentimientos de los españoles durante la transición a la democracia y los posibles conflictos que una normalidad democrática habría de enfrentar, como se señala al inicio del reportaje.

## Origen y difusión
El proyecto nace del interés de los hermanos Bartolomé de registrar, de forma alternativa a los medios de información oficial, numerosos acontecimientos que se vivían en la calle, dando voz fundamentalmente a la ciudadanía, al modo del documental chileno La batalla de Chile, dirigido por Patricio Guzmán, en el que había trabajado años antes José Juan Bartolomé como ayudante de dirección y guionista. Por problemas administrativos y de censura, el documental no vio la luz hasta 1983, una vez asegurado el triunfo socialista en las nuevas instituciones democráticas y fracasado el golpe de Estado del 23 de febrero de 1981. Tuvo una difusión muy limitada.

## Rodaje y estructura
Con la cámara colgada al brazo y el micrófono abierto, los hermanos Bartolomé se dedicaron a registrar testimonios del amplio espectro político del momento. El reportaje contrapone imágenes del entierro de Franco y de noticias emitidas en el NO-DO, con la memoria de los ciudadanos, a través de testimonios directos y espontáneos que son reacciones concretas a la realidad de su tiempo. Esa memoria incluye desde reivindicaciones de diversos grupos sociales, hasta reclamaciones autonómicas y tensiones ante las agresiones violentas de grupos radicales. Así, las voces que se dan cita en el doble reportaje, a través de las reacciones y posiciones que ocupan, rompen con la idea de una transición hacia la democracia sostenida en el consenso.